# 郭時南
郭時南（1953年—），臺灣省宜蘭縣人，中華民國民意代表、外交官。畢業於臺灣省立屏東農業專科學校、加州州立大學斯坦尼斯洛斯分校生物學系，曾任國民大會代表、宜蘭市市長、行政院顧問、僑務委員會簡任秘書、中華民國駐斐濟商務代表團代表、驻新加坡台北代表处代表、駐希臘臺北代表處大使銜代表等職務。

## 家族
郭時南的父親郭雨新是黨外運動元老之一，被稱為「黨外祖師爺」。妻子余美雪是民主進步黨籍前宜蘭縣議會議員。

## 從政
郭時南從小受到父親的影響，政治意識啟蒙很早。1992年，郭時南經民主進步黨推薦成為海外不分區國民大會代表，後在美國駐韓國大使館放棄美國國藉，從此步入政壇。1994年1月，代表民主進步黨參選第12屆宜蘭市長選舉落敗。1996年4月，因中國國民黨籍市長林建榮當選立法委員，所剩任期超過1年須進行補選，由郭時南當選首任民主進步黨籍宜蘭市長。1998年1月，郭時南競選連任失利，由中國國民黨提名的呂國華當選。
2005年5月，駐斐濟代表郭時南安排諾魯總統史可迪過境斐濟，再飛韓國轉往台灣，並於5月14日與中華民國復交。2007年8月，郭時南將離任時，斐濟外交部長設宴餞別，並升起中華民國國旗與斐濟國旗。
2007年，駐新加坡代表胡為真離任後，由駐斐濟代表郭時南出任。2008年5月，協調促成新加坡派遣由前副總理陈庆炎率領的觀禮團，抵台出席馬英九的總統就職典禮。同年9月離任。
2016年9月，郭時南擔任駐希臘代表。任內強化希臘國會各主要政黨議員與台灣交往，建立友台小組及參與「福爾摩沙俱樂部」，推動希臘與台灣雙邊學術、文化及教育合作。
2024年12月，在卸任外交官職務後，獲頒外交部績優外交獎章。